# Ortensio da Spinetoli

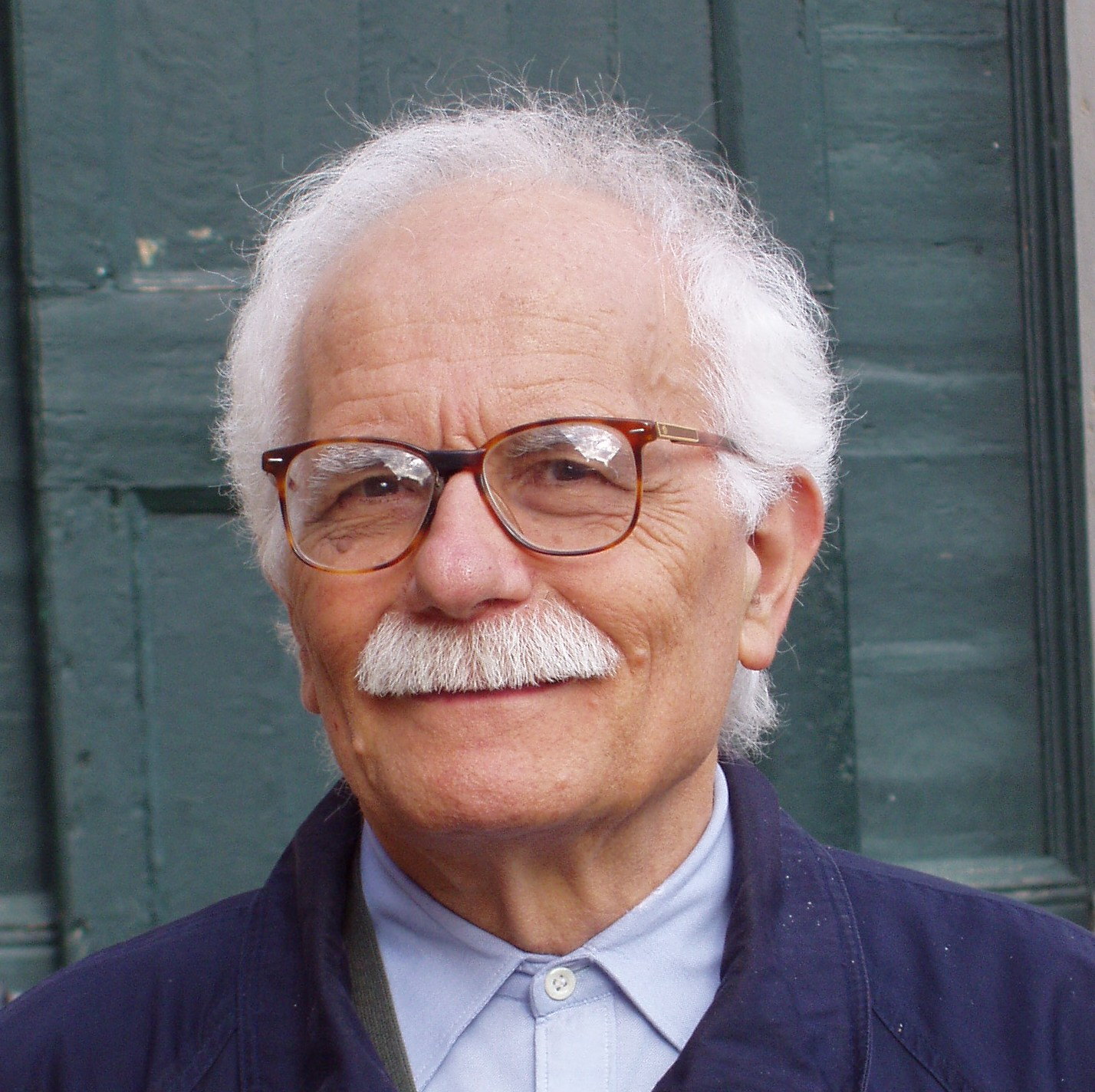
Ortensio da Spinetoli.

Nazzareno Urbanelli, conosciuto come Ortensio da Spinetoli (Spinetoli, 24 aprile 1925 – Recanati, 31 marzo 2015), è stato un presbitero e biblista italiano.

## Biografia
Nazzareno Urbanelli entrò nel 1936 nel seminario minore dei Frati Cappuccini a Jesi. Nel 1946 pronunciò i voti perpetui e diventò frate assumendo il nome di Ortensio; nel 1949 fu ordinato sacerdote. Studiò successivamente nelle università di Friburgo e Innsbruck e poi nel Pontificio Istituto Biblico a Roma, completando gli studi con un semestre a Gerusalemme presso lo Studio Biblico Francescano. Nel 1954 cominciò la sua attività di insegnante di Sacra Scrittura, prima nello Studentato teologico di Loreto, poi nel Seminario vescovile di Macerata e successivamente nella Pontificia Università Antonianum a Roma. Nel 1963 pubblicò il libro Maria nella Bibbia, che gli costò un richiamo da parte del Sant'Uffizio. Nel 1967 fu eletto Superiore provinciale dei frati cappuccini delle Marche. Nonostante la nuova carica, continuò gli studi biblici e l'attività d'insegnamento e scrisse altri libri. Il suo secondo libro Introduzione ai Vangeli dell'infanzia, pubblicato nel 1967, provocò tra le gerarchie ecclesiastiche reazioni contrastanti. In seguito Ortensio si dedicò all’approfondimento del Gesù storico, ritenendo che fosse stato messo in ombra dal Cristo della fede. Le sue posizioni innovative finirono per causargli problemi con la Congregazione per la dottrina della fede, da cui fu inquisito nel 1974. Il processo non si concluse formalmente con una condanna, ma Ortensio fu escluso dall’insegnamento e gli fu imposto di limitare i suoi interventi pubblici. A seguito di ciò, fu emarginato anche dal suo stesso ordine religioso. Poté tuttavia continuare a frequentare la biblioteca della Pontificia Università Antonianum per approfondire i suoi studi, grazie alla disponibilità dei dirigenti dell'ateneo. Lasciato il convento in cui viveva, fu accolto da una famiglia di Recanati, tuttavia gli fu concesso di celebrare la messa in una chiesa della città. Ortensio continuò a tenere incontri con piccoli gruppi e a pubblicare i suoi libri. Morì improvvisamente quasi novantenne per un'emorragia cerebrale.

## Libri pubblicati
- Maria nella Bibbia, Bibbia e Oriente, 1963
- Introduzione ai Vangeli dell'infanzia, Cittadella, 1967
- La Madonna nella Lumen Gentium, Edizioni Paoline, 1968
- Bibbia: parola umana e divina, EDB, 1968
- Il mistero pasquale nella Messa, Queriniana, 1969
- Il Vangelo del primato, Paideia, 1969
- Lettere ai Tessalonicesi, Edizioni Paoline, 1971
- Matteo. Il Vangelo della Chiesa, 1971
- La conversione della Chiesa, Cittadella, 1975
- Luca. Il vangelo dei poveri, Cittadella, 1982
- Chiesa delle origini, Chiesa del futuro, Borla, 1986
- I consigli evangelici: Proposta e interpretazione, Dehoniane, 1990
- La prepotenza delle religioni, Datanews, 1994
- Il Vangelo del Natale: annuncio delle comunità cristiane delle origini, Borla, 1986
- Francesco: l’utopia che si fa storia, Cittadella, 1999
- Bibbia e Catechismo: il Credo, i sacramenti, i comandamenti, Paideia, 1999
- La verità incerta, La Meridiana, 2003
- Gesù di Nazaret, La Meridiana, 2005
- La famiglia di Gesù?, La Meridiana, 2007
- Bibbia, parola di uomo, La Meridiana, 2009
- Io credo: dire la fede adulta, La Meridiana, 2012
- L'inutile fardello, Chiarelettere, 2017 (postumo)